# Leonardo Miramar Rocha
Leonardo Miramar Rocha (Almada, 23 mei 1997) is een Portugees voetballer die bij voorkeur als aanvaller speelt. Hij kwam  in 2018 in België terecht bij Lommel SK. Één jaar later werd de topschutter van dat seizoen in tweede klasse verkocht aan KAS Eupen, maar daar brak hij nooit echt door en werd hij in 2020 uitgeleend aan RWDM. In de zomer van 2022 nam daarop Lierse Kempenzonen hem over van Eupen. Na zes vruchtbare maanden bij Lierse had Rocha de aandacht van verschillende clubs getrokken en vertrok hij uiteindelijk naar de Poolse eersteklasser Radomiak Radom.

## Clubcarrière
Rocha tekende in 2017 bij CD Leganés. Die club verhuurde hem in het tweede deel van het seizoen 2017/18 aan de Spaanse derdeklasser Ontinyent CF. In 2018 tekende hij bij Lommel SK. Op 3 augustus 2018 debuteerde hij tegen Union Sint-Gillis. Twee weken later maakte de boomlange spits zijn eerste competitietreffer tegen KV Mechelen.

## Clubstatistieken
| Seizoen         | Club               | Competitie         | Competitie | Competitie | Play-offs | Play-offs | Beker | Beker | Totaal | Totaal |
| Seizoen         | Club               | Competitie         | Wed.       | Dlp.       | Wed.      | Dlp.      | Wed.  | Dlp.  | Wed.   | Dlp.   |
| --------------- | ------------------ | ------------------ | ---------- | ---------- | --------- | --------- | ----- | ----- | ------ | ------ |
| 2017-2018       | CD Leganés         | Primera División   | 0          | 0          | 0         | 0         | 0     | 0     | 0      | 0      |
| 2017-2018       | → Ontinyent CF     | Segunda División B | 9          | 3          | 0         | 0         | 0     | 0     | 9      | 3      |
| 2018-2019       | Lommel SK          | Eerste klasse B    | 26         | 16         | 5         | 3         | 1     | 2     | 32     | 21     |
| 2019-2020       | KAS Eupen          | Eerste klasse A    | 6          | 0          | 0         | 0         | 1     | 0     | 7      | 0      |
| 2020-2021       | → RWDM             | Eerste klasse B    | 13         | 7          | 0         | 0         | 2     | 3     | 15     | 10     |
| 2021-2022       | KAS Eupen          | Eerste klasse A    | 13         | 0          | 0         | 0         | 2     | 0     | 15     | 0      |
| 2022-2023       | Lierse Kempenzonen | Eerste klasse B    | 6          | 8          | 0         | 0         | 0     | 0     | 6      | 8      |
| Carrière totaal | Carrière totaal    | Carrière totaal    | 71         | 34         | 5         | 3         | 6     | 5     | 82     | 42     |

1 Teunckens ·
2 De Schrijver ·
3 Marijnissen ·
5 Laes ·
6 Swinnen ·
8 Van Acker ·
9 S. Limbombe ·
10 De Schryver ·
11 Liongola ·
12 De Smet ·
13 Teunen ·
14 Maes ·
16 Maesen ·
19 Kieboom ·
20 Vanderhallen ·
23 Boone ·
36 Leyssens ·
42 Sampers ·
64 Vanuffelen ·
70 El Touile ·
77 Masaki ·
Naessens ·
Hendrickx ·
Coach: Van Imschoot
· Assistent-coach: Van Kerckhoven